# Stockholms Ström 2
Stockholms Ström  2 byggdes som ångfärjan Saltsjöbaden 3 på W. Lindbergs Varvs- och Verkstads AB i Stockholm 1894 för Jernvägs AB Stockholm - Saltsjön i Stockholm och sattes in på en linje mellan Stadsgården och Karl XII:s torg.
Hon såldes 1913 till Trafik AB Stockholm-Södra Lidingön och omdöptes till Stockholm–Södra Lidingön. och sattes in på linjen mellan Ropsten och Herserud. År 1925 såldes hon till Stockholms Ångslups AB och omdöptes till Djurgården 6. Hon fick 1961 ångmaskinen utbytt mot en dieselmotor. Waxholms Ångfartygs AB övertog henne 1970.
Mellan 1981 och 1986 ägdes hon av krögaren Åke Söderqvist, respektive Rederi AB Badholmen, i Vaxholm, och gick som Badholmen I mellan Vaxholm och Badholmen. Från 1986 har hon ägts av Rederi Stockholms Ström och trafikerar som Stockholms Ström 2 Fjäderholmarna från Stockholms innerstad.